# 堤悟
堤 悟（つつみ さとる、1955年12月30日 - ）は、日本の実業家。第一フロンティア生命代表取締役社長や、第一生命保険代表取締役副社長を経て、第一生命ホールディングス代表取締役副社長。

## 人物・経歴
東京都出身。1978年一橋大学商学部卒業、第一生命保険入社。営業開発部長を経て、2005年執行役員投資本部長、興銀第一ライフ・アセットマネジメント専務取締役。2010年から第一フロンティア生命代表取締役社長を務め、2015年度には創業以来初となる単年度黒字を実現した。2015年第一生命保険代表取締役副社長。2016年第一生命ホールディングス代表取締役副社長。